# Gustav Macke
Gustav Macke (geboren 29. August 1875 in Othfresen im Kreis Goslar; gestorben 22. Juli 1958 in Goslar) war ein deutscher Maler.

## Leben
Macke besuchte die Höhere Gewerbeschule, Abteilung I in Hannover und war dort unter der Matrikel-Nummer 13847 vom 30. Oktober 1900 bis Februar/März 1902 immatrikuliert. Nach anderer Darstellung lernte er von 1900 bis 1904 an der Kunstakademie Kassel und arbeitete anschließend in Hannover im Meisteratelier von Ernst Jordan.
Er bereiste Italien und Norwegen und wohnte ab 1905 mit Unterbrechungen in Hannover. 1943, im Jahr der größten Luftangriffe auf Hannover während des Zweiten Weltkrieges, siedelte Macke, der zuletzt als „Kunstmaler“ im Adressbuch der Stadt Hannover im Hinterhof des Hauses Hildesheimer Straße 37 verzeichnet war, nach Goslar über, wo er 1958 starb.

## Bekannte Werke
- 1933: Postwagen mit Pferden, Postillon und Insassen, Zeichnung[5]
- 1936: Schrödersche Badeanstalt in der Ihme,[6] auch Schradersche Badeanstalt in der Ohe benannt;[1] im Besitz des Historischen Museums Hannover[6]
- Vereidigung, Michaeliskirche in Lüneburg[1]
- Landesheim für Auslandsschweden in Göteborg: Gustav-Adolf-Denkmal bei Lützen[1]

## Archivalien
Archivalien von und über Gustav Macke finden sich beispielsweise
- im Stadtarchiv Hannover: Findbuch XIX Kunst und Wissenschaft, Nummer 344[7][Anm. 1]